# Бычков, Семён Маевич
Семён Ма́евич Бычко́в (англ. Semyon Bychkov; род. 30 ноября 1952, Ленинград) — американский дирижёр.

## Начало биографии
Родился в Ленинграде в семье военного врача, подполковника медицинской службы Мая Семёновича Бычкова (1924—2007), уроженца Чернигова, участника Великой Отечественной войны, кавалера ордена Красной Звезды. Брат американского дирижёра Якова Крейцберга, их прапрадед был дирижёром в Одесской опере.
Учился в Ленинградском Хоровом училище имени М. Глинки (педагог по дирижированию — И. И. Полтавцев, по фортепиано — А. Ф. Курнавин), которое окончил в 1970 году с отличием, в этом же году он стал студентом Ленинградской консерватории (класс профессора Ильи Мусина).
В возрасте 19 лет впервые выступил как дирижёр в Ленинградской консерватории, а затем последовали 20 спектаклей оперы «Евгений Онегин» в Консерваторском театре.
В 1973 году выиграл Конкурс дирижёров имени Рахманинова, был приглашен дирижировать оркестром Ленинградской филармонии.
В 1974 году эмигрировал из СССР, с 1983 года — гражданин США.

## Годы за рубежом
В 1980—1985 годах возглавлял Симфонический оркестр Гранд-Рапидс. Одновременно с 1980 года был главным приглашённым дирижёром Филармонического оркестра Баффало, в 1985—1989 годах музыкальный руководитель оркестра. В 1989—1998 годах возглавлял Оркестр Парижа, одновременно в 1992—1998 — главный приглашённый дирижёр оперного фестиваля «Флорентийский музыкальный май». Затем возглавил Симфонический оркестр Кёльнского радио.
С 2018 года избран главным дирижёром Чешского филармонического оркестра.

## Оперное дирижирование
В 1997 году дебютировал в Ла Скала («Тоска» Пуччини).
В 1999 году — в Венской государственной опере дирижировал «Электрой» Р. Штрауса, в 2003 году — в «Ковент-Гарден» (также «Электра»), в 2004 — в «Метрополитен-опера» («Борис Годунов»). Дважды ставил «Бориса Годунова» Мусоргского — в «Ковент-Гарден» и «Метрополитен-опера».
При участии Бычкова неоднократно ставились такие оперы как «Енуфа» Яначека, «Богема» Пуччини, «Борис Годунов» Мусоргского, «Идоменей» Моцарта, «Фьерабрас» Шуберта, «Парсифаль» Вагнера, «Леди Макбет Мценского уезда» Шостаковича.
Летом 2009 года дирижировал оперой «Кавалер розы» Р. Штрауса на Зальцбургском фестивале.
В список опер, дирижируемых Бычковым, входят «Дон Карлос», «Лоэнгрин», «Тангейзер», «Богема», «Бал-маскарад», «Тристан и Изольда», «Отелло», «Риголетто» и многих других.
Ежегодно дирижирует концертами в Ла Скала.
В 2018 году дебютировал на Байрёйтском фестивале («Парсифаль»).

## Репертуар
Дирижирует произведениями европейских романтиков, русских композиторов и современных мастеров (Лучано Берио и др.).
В дискографии Бычкова — более 40 CD и DVD. На них записаны симфонии Брамса, Малера, Шостаковича, сочинения Барбера, Берио, Берлиоза, Бизе, Бруха, Вагнера, Верди, Вольфа, Дютийе, Масканьи, Мендельсона, Мийо, Моцарта, Онеггера, Прокофьева, Пуленка, Равеля, Рахманинова, Россини, Стравинского, Франка, Чайковского, Р.Штрауса, Элгара и др.
Запись оперы Р. Штрауса «Дафна» в 2006 году получила престижную премию ECHO Klassik в номинации «Лучшая оперная запись года».
Запись Бычковым 5-й симфонии Шостаковича с оркестром Берлинской филармонии стала обладателем премии Belgian Caecilia Award и была признана «Записью года» в рейтинге Stereo Review. А «Евгений Онегин» (с Orchestre de Paris) включен в число 30 лучших оперных записей за всю историю звукозаписи. Семён Бычков и оркестр WDR являются активными пропагандистами русской музыки.
В июне 2009 года Бычков и Оркестр Западногерманского радио участвовали в IV Фестивале симфонических оркестров мира в Москве (в программе концерта — Симфония № 2 Шумана и «Альпийская симфония» Р. Штрауса).

## Семья
Жена — пианистка Мариэль Лабек.

## Увлечение
Волейбол.